# Slovenska Istra
Slovenska Istra je neuradno poimenovanje za območje v jugozahodnem delu Slovenije, ki se nahaja na severnem delu Istrskega polotoka. 

## Opis
Območje današnje Slovenske Istre v preteklosti ni nikoli predstavljalo »posebne« regije oz. zaokrožene upravne ali kakšne druge enote, ker je bilo vključeno v enotno deželo Istro (v srednjem veku Mejno grofijo Istro), tudi po povratku Avstrije in prevzemu v začetku 19. stoletja, kasneje Avstro-Ogrske, tedaj pa v širši kontekst Avstrijskega Primorja.
Največje urbano središče je mesto Koper, druga večja naselja pa so Izola, Piran, Lucija in Portorož. Območje vseh štirih občin (Mestne občine Koper, Občine Izola, Občine Piran in Občine Ankaran) obsega okoli 120 naselij. V priobalnem delu sta uradna jezika tako slovenščina kot italijanščina, saj tam avtohtono živijo pripadniki samoupravne italijanske narodne skupnosti.

## Naselja, kraji, zaselki
Slovenska Istra obsega približno 120 naselij v štirih obmorskih občinah. Najbolj spremenjeno podobo imajo obmorska središča, kot so Koper, Izola, Portorož, Lucija in Ankaran, vključno z bližnjimi turističnimi naselji, npr. Bernardin, Fiesa...

### Naselja:
Abitanti, Ankaran, Babiči, Rojci, Bertoki, Arjol, Bržani, Cerej, Čikuti, Draguči, Kaližburga, Karankonec, Kornalunga, Kortina, Kostanjevo, Lazaret, Pobegi, Porton, Prade, Rošeti, Sermin/Srmin, Simiči, Sv. Mihael, Žnidarji, Bezovica, Boršt, Bartali, Gorenjci, Jurinčiči/Hrpeljci, Zankoliči, Brezovica pri Gradinu, Rosiči, Čentur, Čežarji, Črni Kal, Črnotiče, Dekani, Miši, Bivje, Na Vardi, Robida, Fijeroga, Dilici, Župančiči, Gabrovica, Gažon, Glem, Škarljevec, Gračišče, Galantiči, Gradin, Koromači/Boškini, Pavliči, Belvedur, Sirči, Hrastovlje, Dol, Hrvatini, Barizoni, Božiči, Brageti, Brida, Cerej, Čampore, Fajti, Kolomban, Norbedi, Plavje, Premančan, Sodniki, Hrvoji, Močunigi, Izola, Dobrava, Jagodje, Livade, Polje, Kastelec, Koper, Bošamarin, Kampel, Manžan, Markovec, Olmo, Šalara, Šantoma, Škocjan, Triban, Žusterna, Korte, Baredi, Cetore, Čedlje, Gocan, Grbči, Kocina, Kašler, Malija, Medljan, Medoši, Morgani, Nožed, Stara vas/Običan, Šared, Koštabona, Krkavče, Abrami, Draga, Glavini, Griči, Hribi, Hrvoji, Mačkujek, Pučarji, Rov, Sv. Maver, Škarljevec, Žvabi, Kubed, Labor, Loka, Lopar, Marezige, Bernetiči, Bičanci, Bržani, Burji, Krmci, Marencini, Montinjan, Plahuti, Rokavci, Sabadini in Škrgati, Movraž, Dvori, Nova vas nad Dragonjo, Kortine, Osp, Padna, Orešje, Piran, Beli Križ, Fiesa, Pacug, Plavje, Badiha, Puberli, Urbanci, Bržani, Cikuti, Kortine, Porton, Rošeti, Podgorje, Brežec pri Podgorju, Podpeč, Pomjan, Popetre, Poletiči, Portorož, Lucija, Praproče, Predloka, Pregara, Puče, Breci, Dolina, Planjave, Pribci, Rakitovec, Rižana, Bižaji, Cepki, Kortine, Krnica, Rožar, Stepani, Sečovlje, Čedola, Gočan, Gorgo, Kastinjol, Košta, Loncan, Krog, Mlini, Paderna, Parecag, Seča, Smokvica, Socerb, Sočerga, Karli, Lukini, Maršiči, Olika, Peraji, Pisari, Sokoliči, Šegi, Tuljaki, Strunjan, Sv. Anton, Dvori, Fikoni, Gregoriči, Kavaliči, Kocjančiči, Kortina, Potok, Pečki, Turki, Sveti Peter, Dragonja, Goreli, Ivankovec, Koščiči, Kozloviči, Letišče, Pod Bando, Slami, Špehi, Šterenci, Vuki, Žbenca, Ruda, Rota, Pasjanci, Spodnje Škofije, Zgornje Škofije, Dogani, Elerji, Reber, Rombi, Valmarin, Šmarje, Grinjan, Grintovec, Kaverljag, Srgaši, Tinjan, Topolovec, Trebeše, Butari, Trsek, Truške, Bočaji, Jurasi, Gonjači, Kortina, Kozloviči, Vršič, Vanganel, Bonini, Sv. Ubald, Žburga, Zabavlje, Zanigrad, Zazid.

## Zgodovina
Istra je naseljena že od paleolitika. V predrimskem obdobju se je v Istri razvila mreža približno 500 naselij znanih pod imenom kaštelirji. Rimljani so Histre, ki jih nekateri zgodovinarji uvrščajo med Ilire, opisovali kot kruto pleme piratov, ki so bili zaščiteni zaradi težavne plovbe ob istrski skalni obali. Rimljani so potrebovali dva vojna pohoda, da so jih leta 178/177 pr. n. št. končno premagali in Istro zavzeli. Tedaj so uničili njihovo glavno mesto Nezakcij, njihov kralj Epulon pa se je sam pokončal.
Rimljani so v dolgem obdobju njihove vladavine Istro zelo razvili. Skupaj z beneškim delom so jo vključili v X. rimsko regijo »Venetia et Histria«, ki je predstavljala severovzhodno mejo Italije. V Pulju in Poreču so zgradili kolonije, na otočju Brioni in drugod ob zahodni obali pa vile in posestva. Istro je s cesarstvom povezovala rimska cesta Via Flavia, ki je iz  Akvileje bila speljana proti Herculaneumu. S padcem Ravene in z Odoakerjevo odstavitvijo Romula Avgusta leta 476, je Zahodno rimsko cesarstvo dokončno propadlo.

### Srednji vek
Po propadu Zahodnega rimskega cesarstva je leta 538/9 Istra prešla pod bizantinsko ali vzhodnorimsko oblast, v upravnem smislu pa skupaj z Benečijo pod eksarhat v Raveni. Ko se se v drugi polovici 6. stoletja začeli sovražni vpadi v Istro, predvsem Langobardov po letu 568, ter kasneje Avarov (Obrov) in Slovanov, so bizantinske oblasti v Istri združile civilno in vojaško oblast in na vodstvo dežele postavile svojega vojaškega poveljnika, ki pa je prevzel še naloge civilnega upravnika (iudes provinciae). 
Leta 788 je Istra pripadla Frankom.  Mejna grofija Istra (ali Istrska marka) je nastala kot karolinška mejna marka ter je obsegala območje Istrskega polotoka in okoliških območij, ki jih je osvojil Pipin Langobardski, sin Karla Velikega leta 789.

### Slovanska poselitev Istre
Slovani so se v Istro začeli naseljevati v sedmem stoletju. Med najstarejšimi viri, ki omenjajo prisotnost Slovanov v Istri, je zapisnik rižanskega zbora (italijansko Il Placito del Risano), ki se je odvijal najverjetneje leta 804 v kraju Rižana blizu Kopra. Rižanski zbor je sklical gradeški patriarh Fortunat. Udeležili so se ga predstavniki devetih istrskih mest in kaštelov, predsedovali pa so mu trije cesarjevi odposlanci in predstavniki cerkve (gradeški patriarh).

### Benečani v Istri
Že od sedemdesetih let 9. stoletja so istrska mesta občasno občutila vpliv Benetk, vendar so se kljub temu še samostojno razvijala in oblikovala lastno upravo in zakonodajo (mestne komune). Beneška republika je začela prevzemati oblast nad zahodno in južno obalo Istre v 13. stoletju (Koper 1279, Izola 1280, Piran 1283) medtem ko je osrednja in vzhodna Istra ostajala v okviru vojvodine Kranjske. Meja se je v naslednjih stoletjih stabilizirala, tako da sta približno dve tretjini Istre pripadali Benetkam, ena tretjina pa Kranjski. Leta 1420 so Benetke oglejskim patriarhom odvzele še preostalo posest v Istri, in sicer Milje, Labin, Plomin, Oprtalj, Buzet, Roč, Hum. Poslednji je leta 1421 po obleganju klonil še grad Petrapilosa pri Buzetu, kjer je bil sedež patriarhov v Istri. Beneška oblast je v Slovenski Istri trajala vse do leta 1797, ko je Napoleon Bonaparte Beneško republiko zasedel in razpustil.

### Novi vek
Sredi 15. in 16. stoletja je prebivalstvo Istre močno zdesetkala kuga. Benečani so upad prebivalstva začeli nadomeščati z naseljevanjem slovanskih prebivalcev iz svojih ozemelj na južni obali Jadrana, predvsem iz Dalmacije in Črne gore, pa tudi iz Albanije. Poleg tega je v času turških vpadov in po hrvaško-ogrskem porazu leta 1493 v Krbavski bitki Istro preplavil val čakavskih beguncev iz Like, zahodne Bosne in ostale primorske Hrvaške, pa tudi Istroromuni in Vlahi. Vse to je prispevalo k izredni demografski pestrosti Istre, ki se je ohranila do današnjih dni.

### Francoska oblast
Med letoma 1805 in 1813 je bila Istra pod Napoleonovo oblastjo in je bila najprej del Italijanskega kraljestva, od leta 1809 pa je bila vključena v Ilirske province. V bližini Pirana leta 1812 prišlo do pomorske bitke med angleškimi in francoskimi vojnimi ladjami, znane kot bitka pri Piranu. Od leta 1797 do leta 1813 so si Francozi in Avstrijci podajali celotno ozemlje Istre.

### Habsburžani v Istri
Po dokončnem porazu Napoleona (1815) so celotnemu polotoku zavladali Habsburžani, ki so ustanovili Ilirsko kraljestvo ter ohranili svojo oblast v Avstrijskem primorju do konca 1. svetovne vojne. V tem obdobju je Istra doživela ponoven razcvet, zlasti pa Trst, najpomembnejše avstrijsko pristanišče in veliko industrijsko središče z ladjedelnico, ki so ga z Južno železnico povezali z Dunajem. Pulj je bil po letu 1853 izbran za glavno pomorsko oporišče avstro-ogrske vojne mornarice in je bil leta 1856 v njem ustanovljen arzenal, po letu 1864 pa so v mesto prestavili še pristaniški admiralat iz Trsta.

### Obdobje po prvi svetovni vojni
Neposredno po 1. svetovni vojni so v Pulju 28.10.1918 po zgledu zagrebškega ustanovili Narodni svet, ki je postal lokalni vrhovni organ Države Slovencev, Hrvatov in Srbov, ustanovljene na območju razpadle Avstro-Ogrske. Sestavljali so ga predstavniki Hrvatov, živečih v Istri, pa tudi predstavniki italijanskih liberalcev in socialistov. Ta je 30.10. sicer prevzel poveljstvo nad nekdanjo avstrijsko vojno mornarico (z izjemo od italijanskih diverzantov potopljene admiralske bojne ladje SMS Viribus Unitis), vendar je njegova oblast trajala le do 5. novembra 1918, ko je v mesto vkorakala italijanska vojska in je zatem celotna Istra pripadla Kraljevini Italiji. Zlasti po prihodu fašistov na oblast so bile nasilno ukinjene vse oblike narodnega izražanja, zavedne Slovence pa so preganjali, jih zapirali in deportirali v druge dele Italije. Aktiviste narodnoosvobodilnega gibanja, antifašiste ter Jude in tudi pripadnike drugih narodov so zapirali v uničevalna taborišča, kot je Rižarna v Trstu in v koncentracijska taborišča, kot je Gonars, večina vlakovnih kompozicij iz Trsta je obsojence vozila v Auschwitz. Dejansko je Kraljevina Italija kapitulirala 8. septembra 1943, do konca druge svetovne vojne pa je bila Istra del Operativne cone Jadransko primorje (Adriatisches Küstenland), okupacijskega območja wermachta, v okviru Tretjega rajha.

### Jugoslovansko obdobje
S pariško mirovno pogodbo leta 1947 je bila ustanovljena nevtralna država Svobodno tržaško ozemlje (STO). Severni del s Trstom vred (cona A) je bil pod vojaško upravo zahodnih zaveznikov, južni del (cona B) do reke Mirne, pa pod jugoslovansko vojaško upravo. Z Londonskim memorandumomom oziroma sporazumom leta 1954 je bil STO ukinjen, cona A je pripadla Italiji, cona B (tudi Slovenska Istra) pa Jugoslaviji.
Koper, Izola in Piran so tako postali nova slovenska obala, medtem ko je s Slovenci poseljena obala med Trstom in Štivanom, pripadla Italiji. Ob določitvi meje med SR Slovenijo in SR Hrvaško leta 1945 je bilo sprva dogovorjeno, da bo meja med republikama potekala na reki Mirni pri Novigradu. Slovenski politik Edvard Kardelj, ki je sodeloval pri določitvi meje skupaj s hrvatom Vladimirjem Bakarićem, pa se je odločil za drugačen načrt in potek meje med državama sta določila na reki Dragonji pri Sečovljah, kar pa je bil le ustni dogovor med političnimi veljaki, zato se brez strinjanja maršala Tita končne odločitve o razmejitvi zagotovo ne bi moglo sprejeti.
V Povojnem obdobju se je Koper razvil v regionalni center, zlasti zaradi pristanišča in novih industrijskih obratov.
Potem, ko je 25. junija 1991 Slovenija razglasila neodvisnost, so po osamosvojitveni vojni v koprski luki 26. oktobra 1991 Slovenijo zapustili še zadnji vojaki JLA.

### Demografske in etnične spremembe v Slovenski Istri
Med leti 1950 in 1970 je celotna Istra doživela velike demografske spremembe. Številni prebivalci obalnih naselij, ki so bili večinoma italijanske narodnosti, so se med »istrskim eksodusom« kot optanti izselili v Italijo, tudi zaradi obsežne italijanske propagande in/ali v strahu pred novo komunistično oblastjo. Tako se je italijanska narodna skupnost v Istri močno številčno zmanjšala. Veliko naselij, tudi v notranjosti, je ostalo praznih, zato so se v Slovensko Istro selili priseljenci iz drugih regij Slovenije, pa tudi iz drugih republik nekdanje Jugoslavije.

## Geografija
43 kilometrov dolga obala Jadranskega morja v slovenski Istri ima številne polotoke in zalive, kot so Piranski zaliv (zaliv Largone), Koprski zaliv in Ankaranski polotok, pa tudi rezervat Škocjanski zatok in dva krajinska parka, na območju Sečoveljskih in Strunjanskih solin. V Krajinskem parku Strunjan se nahaja največji klif v Tržaškem zalivu. Notranjost Slovenske Istre predstavlja flišnato Šavrinsko gričevje, ki je geografsko raznoliko, s številnimi slemeni ter ponekod obsega tudi nekatere kraške pojave, npr. spodmole v dolini Dragonje. Najpomembnejši reki v slovenski Istri sta Rižana in Dragonja.

## Gospodarstvo
Slovenska Istra velja za drugo najbolj gospodarsko razvito območje Slovenije, za osrednjeslovensko regijo. Najpomembnejši gospodarski panogi sta transport in turizem, sledita jima storitve in industrija. Luka Koper je edino mednarodno pristanišče v Sloveniji in eno največjih na Jadranu.

## Turizem
Turizem je ena od glavnih gospodarskih dejavnosti v Slovenski Istri, posebej v Portorožu, Piranu, Izoli in  Ankaranu. Najpomembnejše zgodovinsko mesto je Piran, z bogato beneško gotsko arhitekturo. Sosednji Portorož je bil nekdaj mondeni turistični center, v katerem so v sedemdesetih letih preteklega stoletja zgradili nove hotele, tudi s podporo tamkajšnje igralnice. Tudi nekdanje ribiško naselje Izola se iz industrijskega območja spreminja v priljubljeno turistično destinacijo. Srednjeveško mesto Koper je zanimivo za turiste, čedalje bolj pa se turistično razvija tudi poprej zapostavljeno zaledje Slovenske Istre, posebej tamkajšnje slikovite istrske vasi, med njimi Marezige, Koštabona, Padna, Sveti Peter in Malija. Moderni večji marini za jahte in jadrnice sta v Izoli in Portorožu (v Luciji).

## Kmetijstvo in vinogradništvo
Slovenska Istra posebej slovi po odličnem vinu in oljčnem olju. Najbolj pogosto gojeni sorti vinske trte dajeta vino  refošk in malvazijo. Med sadjem prevladujejo češnje, fige, tudi breskve. Ponekod gojijo kivi, v Strunjanski dolini pa kaki in v manjši meri tudi jagode, od zelenjave uspevajo zgodnje vrtnine, radič, paradižnik, beluši, tudi artičoke, vendar ni večjih nasadov, razen kjer imajo urejeno namakanje.
Botanične posebnosti so žižola, japonska nešplja in kaprovec.

## Cestni promet
Bližina mej z Italijo (Spodnje Škofije - Rabuiese) in s Hrvaško (Sečovlje - Plovanija ter Dragonja - Kaštel), omogoča relativno lahko dostopnost.
Hitra cesta  je zgrajena zgolj do Dobrave pri Izoli. Strunjan in somestje Piran - Portorož - Lucija sta od tam dostopna zgolj po magistralni cesti G2-111 (Izola-Sečovlje), ki je od Strunjana delno speljana po meji med Lucijo in Portorožem. 2 km pred Lucijo je na prelazu Valeta odcep proti Portorožu in Piranu, proti Portorožu pa znova tudi na krožišču v spodnjem delu Lucije.

### Cestne omejitve
Ker odsek hitre ceste  Šmarje–Dragonja do meje s Hrvaško ni bil zgrajen, se promet sedaj vrši po ne dovolj pretočni glavni cesti G1-11. Prav tako je šele v pripravi projekt hitre ceste  na odseku Izola–Jagodje–Lucija, z odcepom v Piran.
Prometni tokovi do (in iz) hrvaškega dela Istre zato potekajo tudi preko Sečovelj ter po magistralni cesti G2-111, kar zlasti v času poletne turistične sezone povzroča cestne kolone in tudi večurne zastoje.

## Galerija
- Koper
- Ankaran
- Izola
- Piran
- Portorož

- Cerkev sv. Kvirika nad Sočergo
- Cerkev Marijinega prikazanja v Strunjanu
- Taborna cerkev sv. Trojice v Hrastovljah
- Sečoveljske soline
- Naravni most pri Sočergi
- Koštabona

## Poimenovanja
Leta 1960 je  Slovenska matica izdala knjigo Slovensko Primorje (COBISS), katere avtor je bil Anton Melik (1890−1966), slovenski geograf, po katerem se od leta 1976 imenuje slovenski Geografski inštitut Antona Melika (GIAM). V njej je za območje Istre, ki je po drugi svetovni vojni in ukinitvi Svobodnega tržaškega ozemlja pripadlo Sloveniji, izbral poimenovanje Slovensko Primorje. 

### Standardizacija lastnega imena Slovenska Istra
Koordinacija županov štirih obmorskih občin, Mestne občine Koper, Občine Izola, Občine Piran in Občine Ankaran, je na podlagi predstavljenega gradiva 5. oktobra 2021 sprejela sklep št. 1-XXII/2019 o poimenovanju območja štirih obmorskih občin, s katerim so župani soglašali, da se lastno ime Slovenska Istra (na kratko Istra) vključi v slovenski pravopis kot uradno lastno ime za območje štirih slovenskih obmorskih občin. Postopke za prijavo poimenovanja na Komisijo za standardizacijo in Pravopisno komisijo pri Slovenski akademiji znanosti in umetnosti (SAZU) vodi Znanstveno raziskovalno središče Koper.

#### Pristojnosti in dosedanji postopki
Z zemljepisnimi lastnimi imeni se v Sloveniji, v skladu s svojimi pristojnostmi, namreč ukvarjata dve komisiji:

1. Komisija za standardizacijo zemljepisnih imen Vlade RS (KSZI), ki odloča o naboru zemljepisnih imen v RS in standardizirana imena vpisuje v Register zemljepisnih imen;

2. Pravopisna komisija pri SAZU in ZRC SAZU se z imeni ukvarja s perspektive jezikovne ustreznosti in skladnosti s pravopisnimi pravili ter apliciranju veljavnih pravopisnih pravil na konkretne primere. 

Leta 2020 je bila Pravopisna komisija namreč s strani skupine prebivalcev štirih slovenskih primorskih občin že neuradno zaprošena za mnenje glede spremembe imen Slovensko Primorje (v pravopisu že iz šestdesetih let - SP 1962) in Obala (kasneje v medijih) v Slovenska Istra, predvsem zaradi potrebe po bolj prepoznavnem in povezovalnem lastnem imenu, ki bi območje predstavljalo tudi kot turistično destinacijo. Stališče vseh štirih občin je bilo, da je tudi poimenovanje Obala neprimerno, da ga čutijo kot tuje in vsiljeno. 
Dokler KSZI ne prejme uradne pisne pobude, z iniciatorjem preimenovanja, ali je bil glede novega poimenovanja dosežen konsenz z argumenti, o tem vprašanju ne bo odločala. Na prebivalcih in tudi na poslancih v občinskih svetih pa je, da o sklepu št. 1-XXII/2019 o poimenovanju območja štirih obmorskih občin glasujejo in ga potrdijo ali pa zavrnejo, lahko tudi z drugačnimi predlogi.